# Huascaráns nationalpark
Huascaráns nationalpark (spanska: Parque Nacional Huascarán), ligger i departementet Áncash i Peru. Parken grundades år 1975 och omfattar hela området av bergskedjan "Cordillera Blanca" (det vill säga den snöbetäckta vita bergskedjan) som är på mer än 4 000 meters höjd över havet. 
I parken finns bergstoppen Huascarán som med sina 6 768 (alternativt 6 746) meter över havet är Perus högsta och Sydamerikas sjätte högsta bergstopp (alternativt fjärde högsta berg). I övrigt ingår i parken 27 berg, 663 glaciärer, 269 sjöar och 41 floder.
Området runt Huascarán är ett populärt område för bergsbestigning och vandring. Väster om nationalparken går den natursköna dalgången Callejón de Huaylas, som skiljer Cordillera Blanca på östra sidan från dess systerkedja Cordillera Negra (det vill säga den svarta, icke snöbetäckta bergskedjan) på den västra sidan.
Vid foten av Huascarán ligger de två Llanganuco-sjöarna. Närmsta samhälle är (nya) Yungay. År 1970 ägde en av modern tids största naturkatastrofer rum här, vilken utplånade bland annat dåvarande Yungay. Se Áncash.
Avståndet till Huaraz som är centralorten i Áncash är cirka 50 kilometer.
År 1985 sattes nationalparken upp på Unescos världsarvslista.